# ANSWER (東京スカパラダイスオーケストラのアルバム)
『ANSWER』（アンサー）は2005年3月9日にcutting edgeより発売された東京スカパラダイスオーケストラ11作目のオリジナル・アルバム。

## 解説
DVD付初回限定盤（3万枚限定生産）と通常盤の2形態で発売。

## 収録曲
1. TONGUES OF FIRE
  - 作曲：川上つよし
  - ベスト・アルバム『The Last』『TOKYO SKA TREASURES 〜ベスト・オブ・東京スカパラダイスオーケストラ〜』にも収録された。
2. NASTY BLUES
  - 作曲：川上つよし
3. 世界地図〜Map of the World
  - 作詞：谷中敦　作曲：川上つよし
  - Vocal：茂木欣一
4. LEFT WITH THE DOG
  - 作詞：冷牟田竜之・谷中敦　作曲：冷牟田竜之
5. STAMPEDE MARCH
  - 作詞：谷中敦　作曲：川上つよし
6. FAMILY TREE
  - 作曲：沖祐市
7. SMOKY TOWN
  - 作詞・作曲：NARGO
8. AZURE
  - 作曲：沖祐市
9. STROKE OF FATE
  - 作曲：川上つよし
10. TWILIGHT SLIDER
  - 作曲：NARGO
11. OPEN YOUR EYES
  - 作曲：北原雅彦
  - NHKプロ野球中継挿入曲。クレジットはないが、地上波・衛星放送問わず、冒頭（スポーツショー行進曲を演奏）以外の全編で使用（ラジオはエンディングのみ）。
12. 砂の丘〜Shadow on the Hill〜
  - 作曲：加藤隆志
  - 2018年度より千葉ロッテマリーンズのチャンステーマとして使用されている。
  - ベスト・アルバム『NO BORDER HITS 2025→2001 〜ベスト・オブ・東京スカパラダイスオーケストラ〜』にも収録された（ファンクラブ限定盤のみ）。
13. さらば友よ〜Farewell My Friend
  - 作詞：谷中敦　作曲：北原雅彦
  - Guest Vocal：吾妻光良
14. 悲しみの向こう側〜Hello Happiness〜
  - 作曲：NARGO

### Disc.2　DVD
1. 世界地図 ～Map of the World～ （MUSIC VIDEO）
2. STOROKE OF FATE（MUSIC VIDEO）
3. 2004 US & EU TOUR LIVE FOOTAGE